# Mesnil-Clinchamps
Mesnil-Clinchamps és un municipi francès situat al departament de Calvados i a la regió de Normandia. L'any 2007 tenia 947 habitants.

## Demografia

### Població
El 2007 la població de fet de Mesnil-Clinchamps era de 947 persones. Hi havia 363 famílies de les quals 71 eren unipersonals (28 homes vivint sols i 43 dones vivint soles), 126 parelles sense fills, 154 parelles amb fills i 12 famílies monoparentals amb fills.
La població ha evolucionat segons el següent gràfic:
Habitants censats

### Habitatges
El 2007 hi havia 422 habitatges, 363 eren l'habitatge principal de la família, 34 eren segones residències i 25 estaven desocupats. 415 eren cases i 7 eren apartaments. Dels 363 habitatges principals, 292 estaven ocupats pels seus propietaris, 64 estaven llogats i ocupats pels llogaters i 7 estaven cedits a títol gratuït; 19 tenien dues cambres, 56 en tenien tres, 125 en tenien quatre i 163 en tenien cinc o més. 315 habitatges disposaven pel capbaix d'una plaça de pàrquing. A 135 habitatges hi havia un automòbil i a 206 n'hi havia dos o més.

### Piràmide de població
La piràmide de població per edats i sexe el 2009 era:
| Homes | Edats   | Dones |
| ----- | ------- | ----- |
| 0     | 95 o +  | 4     |
| 0     | 90 a 94 | 4     |
| 0     | 85 a 89 | 4     |
| 4     | 80 a 84 | 4     |
| 16    | 75 a 79 | 24    |
| 16    | 70 a 74 | 32    |
| 20    | 65 a 69 | 16    |
| 32    | 60 a 64 | 24    |
| 12    | 55 a 59 | 16    |
| 16    | 50 a 54 | 16    |
| 32    | 45 a 49 | 24    |
| 44    | 40 a 44 | 52    |
| 44    | 35 a 39 | 24    |
| 28    | 30 a 34 | 32    |
| 12    | 25 a 29 | 16    |
| 20    | 20 a 24 | 16    |
| 20    | 15 a 19 | 28    |
| 20    | 10 a 14 | 28    |
| 32    | 5 a 9   | 36    |
| 28    | 0 a 4   | 12    |

## Economia
El 2007 la població en edat de treballar era de 597 persones, 460 eren actives i 137 eren inactives. De les 460 persones actives 441 estaven ocupades (237 homes i 204 dones) i 19 estaven aturades (7 homes i 12 dones). De les 137 persones inactives 54 estaven jubilades, 49 estaven estudiant i 34 estaven classificades com a «altres inactius».

### Ingressos
El 2009 a Mesnil-Clinchamps hi havia 371 unitats fiscals que integraven 982 persones, la mediana anual d'ingressos fiscals per persona era de 16.479,5 €.

### Activitats econòmiques
Dels 20 establiments que hi havia el 2007, 1 era d'una empresa extractiva, 1 d'una empresa alimentària, 1 d'una empresa de fabricació d'altres productes industrials, 8 d'empreses de construcció, 1 d'una empresa de comerç i reparació d'automòbils, 1 d'una empresa de transport, 1 d'una empresa d'hostatgeria i restauració, 3 d'entitats de l'administració pública i 3 d'empreses classificades com a «altres activitats de serveis».
Dels 7 establiments de servei als particulars que hi havia el 2009, 3 eren paletes, 2 fusteries, 1 electricista i 1 perruqueria.
L'únic establiment comercial que hi havia el 2009 era una fleca.
L'any 2000 a Mesnil-Clinchamps hi havia 46 explotacions agrícoles que ocupaven un total de 860 hectàrees.

## Equipaments sanitaris i escolars
El 2009 hi havia una escola elemental integrada dins d'un grup escolar amb les comunes properes formant una escola dispersa.

## Poblacions més properes
El següent diagrama mostra les poblacions més properes.